# 高桥浩佑
高桥浩佑（1968年10月13日—）,日本记者。神奈川縣川崎市出身。慶應義塾大學经济學专业畢業，後到哥伦比亚大學攻讀新闻學和国际关系學，取得两个硕士学位。汤森路透东京办公室担任高级网络新闻编辑，专注在不同渠道拓展网上新闻报道。在此之前，他在2014年九月开始担任《Huffington Post》日文版总编辑，负责日常编务及流程。他亦曾任(Jane's Defence Weekly)的东京特派员，并先后於朝日新闻、彭博新闻社、道琼斯通讯社及华尔街日报撰稿及担任编辑工作, 亚洲时报(Asia Times Online)记者。2009年2月6日，日本的战斗机有关系的报道，被中国新华社所引用。

## 外部連結
- 网站 （页面存档备份，存于）
- 由Japan Focus的个人介绍 （页面存档备份，存于）

- YouTube 频道 （页面存档备份，存于）